# Dyscia favillacearius
Dyscia favillacearius là một loài bướm đêm trong họ Geometridae.